# Screen Songs
Screen Songs est une série de dessins animés mêlant scénarios et karaoké (à l'aide d'une balle rebondissante sautant de mots en mots pour que les spectateurs puissent chanter en rythme), produite par les Fleischer Studios entre 1929 et 1938. La série sera reprise plus tard par les Famous Studios, entre 1947 et 1951. 

## Films de la série
| Film                                                | Personnages / Musiciens                                 | Date de parution  |
| --------------------------------------------------- | ------------------------------------------------------- | ----------------- |
| The Sidewalks of New York                           |                                                         | 5 février 1929    |
| Yankee Doodle Boy                                   |                                                         | 1er mars 1929     |
| Old Black Joe                                       |                                                         | 5 avril 1929      |
| Ye Olde Melodies                                    |                                                         | 3 mai 1929        |
| Daisy Bell (A Bicycle Built for Two)                |                                                         | 31 mai 1929       |
| Mother, Pin a Rose on Me                            |                                                         | 6 juillet 1929    |
| Chinatown, My Chinatown                             |                                                         | 2 août 1929       |
| Dixie                                               |                                                         | 17 août 1929      |
| Goodbye My Lady Love                                |                                                         | 31 août 1929      |
| My Pony Boy                                         |                                                         | 13 septembre 1929 |
| Smiles                                              |                                                         | 27 septembre 1929 |
| Oh, You Beautiful Doll                              |                                                         | 14 octobre 1929   |
| After the Ball                                      | Charles K. Harris & Fitz the dog                        | 8 novembre 1929   |
| Put on Your Old Grey Bonnet                         |                                                         | 22 novembre 1929  |
| I've Got Rings on My Fingers                        |                                                         | 17 décembre 1929  |
| Bedelia                                             | Bimbo                                                   | 3 janvier 1930    |
| In the Shade of the Old Apple Tree                  |                                                         | 18 janvier 1930   |
| I'm Afraid to Come Home in the Dark                 | Bimbo                                                   | 1er février 1930  |
| The Prisoner's Song                                 | Bimbo                                                   | 1er mars 1930     |
| I'm Forever Blowing Bubbles                         |                                                         | 15 mars 1930      |
| La Paloma                                           | Bimbo                                                   | 12 avril 1930     |
| Yes, We Have No Bananas                             |                                                         | 26 avril 1930     |
| Come Take a Trip in My Airship                      | Mariah Cat                                              | 26 avril 1930     |
| In the Good Old Summertime                          |                                                         | 6 juin 1930       |
| A Hot Time in the Old Town Tonight                  |                                                         | 1er août 1930     |
| The Glow Worm                                       |                                                         | 23 août 1930      |
| The Stein Song                                      |                                                         | 6 septembre 1930  |
| Strike Up the Band (Here Comes a Sailor)            |                                                         | 27 septembre 1930 |
| My Gal Sal                                          | Bimbo                                                   | 18 octobre 1930   |
| Mariutch                                            | Bimbo                                                   | 15 novembre 1930  |
| On a Sunday Afternoon                               | Bimbo                                                   | 29 novembre 1930  |
| Row, Row, Row                                       | Bimbo, Betty Boop                                       | 20 décembre 1930  |
| Please Go 'Way and Let Me Sleep                     | Bimbo et Betty Boop                                     | 10 janvier 1931   |
| By the Beautiful Sea                                |                                                         | 24 janvier 1931   |
| I Wonder Who's Kissing Her Now                      | Tommy & Mariah Cat                                      | 14 février 1931   |
| I'd Climb the Highest Mountain                      | Bimbo                                                   | 7 mars 1931       |
| Somebody Stole My Gal                               | Bimbo                                                   | 20 mars 1931      |
| Any Little Girl That's a Nice Little Girl           | Tommy Cat & Betty Boop                                  | 18 avril 1931     |
| Alexander's Ragtime Band                            | Bimbo                                                   | 9 mai 1931        |
| And the Green Grass Grew All Around                 |                                                         | 30 mai 1931       |
| My Wife's Gone to the Country                       | Bimbo & Betty Boop                                      | 31 mai 1931       |
| That Old Gang of Mine                               | Mariah & Tommy Cat                                      | 11 juillet 1931   |
| Betty Co-ed                                         | Rudy Vallee & Betty Boop                                | 1er août 1931     |
| Mr. Gallagher and Mr. Shean                         | Gallagher and Shean                                     | 29 août 1931      |
| You're Driving Me Crazy                             |                                                         | 19 septembre 1931 |
| Little Annie Rooney (en)                            | Bimbo                                                   | 10 octobre 1931   |
| Kitty from Kansas City                              | Rudy Vallee, Betty Boop                                 | 31 octobre 1931   |
| By the Light of the Silvery Moon                    | Eddie Cantor, Bimbo et Betty Boop                       | 14 novembre 1931  |
| My Baby Just Cares for Me                           | Eddie Cantor, Bimbo                                     | 5 décembre 1931   |
| Russian Lullaby                                     | Arthur Tracy, Aloysius                                  | 26 décembre 1931  |
| Sweet Jennie Lee                                    | Jean Harlow                                             | 9 janvier 1932    |
| Show Me the Way to Go Home                          | Eddie Cantor                                            | 30 janvier 1932   |
| When the Red, Red Robin Comes Bob-Bob-Bobbin' Along | Joan Crawford                                           | 19 février 1932   |
| Wait Till the Sun Shines, Nellie                    | The Round Towners Quartet, Betty Boop et Bimbo          | 4 mars 1932       |
| Just One More Chance                                | Betty Boop                                              | 1er avril 1932    |
| Oh! How I Hate to Get Up in the Morning             | Les Reis & Artie Dunn, Betty Boop                       | 22 avril 1932     |
| Shine On Harvest Moon                               | Alice Joy                                               | 6 mai 1932        |
| Let Me Call You Sweetheart                          | Ethel Merman, Betty Boop                                | 20 mai 1932       |
| I Ain't Got Nobody                                  | The Mills Brothers                                      | 17 juin 1932      |
| You Try Somebody Else                               | Ethel Merman, Betty Boop                                | 29 juillet 1932   |
| Rudy Vallee Melodies                                | Rudy Vallee, Betty Boop                                 | 5 août 1932       |
| Down Among the Sugar Cane                           | Lillian Roth                                            | 26 août 1932      |
| Just a Gigolo                                       | Irène Bordoni, Betty Boop                               | 9 septembre 1932  |
| School Days                                         | Gus Edwards                                             | 30 septembre 1932 |
| Romantic Melodies                                   | Arthur Tracy, Betty Boop et Bimbo                       | 21 octobre 1932   |
| When It's Sleepy Time Down South                    | The Boswell Sisters                                     | 11 novembre 1932  |
| Sing a Song                                         | James Melton                                            | 2 décembre 1932   |
| Time on My Hands                                    | Ethel Merman, Betty Boop                                | 23 décembre 1932  |
| Dinah                                               | Mills Brothers                                          | 13 janvier 1933   |
| Ain't She Sweet?                                    | Lillian Roth, Tommy et Mariah Cat                       | 3 février 1933    |
| Reaching for the Moon                               | Arthur Tracy                                            | 23 février 1933   |
| Aloha Oe                                            | Royal Samoans                                           | 17 mars 1933      |
| Popular Melodies                                    | Arthur Jarrett, Betty Boop                              | 7 avril 1933      |
| The Peanut Vendor                                   | Armida                                                  | 28 avril 1933     |
| Song Shopping                                       | Ethel Merman et Johnny Green                            | 19 mai 1933       |
| Boilesk                                             | The Watson Sisters                                      | 9 juin 1933       |
| Sing, Sisters, Sing                                 | Three X Sisters                                         | 3 juin 1933       |
| Down by the Old Mill Stream                         | The Eton Boys                                           | 21 juillet 1933   |
| Stoopnocracy                                        | Stoopnagle and Budd                                     | 18 août 1933      |
| When Yuba Plays the Rumba on the Tuba               | The Mills Brothers                                      | 15 septembre 1933 |
| Boo Boo Theme Song                                  | Funnyboners                                             | 13 octobre 1933   |
| I Like Mountain Music                               | The Eton Boys                                           | 10 novembre 1933  |
| Sing, Babies, Sing                                  | Baby Rose Marie                                         | 15 décembre 1933  |
| Keeps Rainin' All The Time                          | Gertrude Niesen                                         | 12 janvier 1934   |
| Let's All Sing Like the Birdies Sing                | Les Reis et Artie Dunn                                  | 9 février 1934    |
| Tune Up and Sing                                    | Lanny Ross                                              | 9 mars 1934       |
| Lazy Bones                                          | Borrah Minnevitch and His Harmonica Rascals             | 13 avril 1934     |
| This Little Piggie Went to Market                   | Singin' Sam                                             | 25 mai 1934       |
| She Reminds Me of You                               | The Eton Boys                                           | 22 juin 1934      |
| Love Thy Neighbor                                   | Mary Small                                              | 20 juillet 1934   |
| Let's Sing with Popeye                              | Popeye                                                  |                   |
| I Wished on the Moon                                | Abe Lyman and his Orchestra, Wiffle Piffle              | 20 septembre 1935 |
| It's Easy to Remember                               | Richard Himber and his Orchestra                        | 29 novembre 1935  |
| No Other One                                        | Hal Kemp and His Orchestra/Skinnay Ennis, Wiffle Piffle | 24 janvier 1936   |
| I Feel Like a Feather in the Breeze                 | Jack Denny and his Orchestra, Wiffle Piffle             | 27 mars 1936      |
| I Don't Want to Make History                        | Vincent Lopez and his Orchestra, Wiffle Piffle          | 22 mai 1936       |
| The Hills of Wyomin                                 | The Westerners / Curt Massey                            | 31 juillet 1936   |
| I Can't Escape From You                             | Billie Bailey / Joe Reichman and His Orchestra          | 25 septembre 1936 |
| Talking Through My Heart                            | Dick Stabile and his Orchestra, Wiffle Piffle           | 27 novembre 1936  |
| Never Should Have Told You                          | Nat Brandwynne and His Orchestra, Wiffle Piffle         | 29 janvier 1937   |
| Twilight on the Trail (en)                          | The Westerners / Louise Massey                          | 26 mars 1937      |
| Please Keep Me in Your Dreams                       | Barbara Blake / Henry King and his Orchestra            | 28 mai 1937       |
| You Came to My Rescue                               | Shep Fields and His Rippling Rhythm Orchestra           | 30 juillet 1937   |
| Whispers in the Dark                                | June Robbins / Gus Arnheim and his Orchestra            | 24 septembre 1937 |
| Magic on Broadway                                   | Jay Freeman                                             | 26 novembre 1937  |
| You Took the Words Right Out of My Heart            |                                                         | 28 janvier 1938   |
| Thanks for the Memory                               |                                                         | 25 mars 1938      |
| You Leave Me Breathless                             |                                                         | 27 mai 1938       |
| Beside a Moonlit Stream                             | Eddie Cantor                                            | 29 juillet 1938   |

### Famous Studios
| Film                            | Date de parution  |
| ------------------------------- | ----------------- |
| The Circus Comes to Clown       | 26 décembre 1947  |
| Base Brawl                      | 23 janvier 1948   |
| Little Brown Jug                | 20 février 1948   |
| The Golden State                | 12 mars 1948      |
| Winter Draws On                 | 19 mars 1948      |
| Sing or Swim                    | 16 juin 1948      |
| Camptown Races                  | 30 juillet 1948   |
| The Lone Star State             | 20 août 1948      |
| Readin', Ritin' and Rhythematic | 22 octobre 1948   |
| The Funshine State              | 7 janvier 1949    |
| The Emerald Isle                | 25 février 1949   |
| Comin' Round the Mountain       | 11 mars 1949      |
| The Stork Market                | 8 avril 1949      |
| Spring Song                     | 3 juin 1949       |
| The Ski's the Limit             | 24 juin 1949      |
| Toys Will Be Toys               | 29 juillet 1949   |
| Farm Foolery                    | 5 août 1949       |
| Our Funny Finny Friends         | 26 août 1949      |
| Marriage Wows                   | 16 septembre 1949 |
| The Big Flame-Up                | 30 septembre 1949 |
| Strolling Thru the Park         | 4 novembre 1949   |
| The Big Drip                    | 25 novembre 1949  |
| Snow Foolin'                    | 16 décembre 1949  |
| Blue Hawaii                     | 13 janvier 1950   |
| Detouring Thru Maine            | 17 février 1950   |
| Shortnin' Bread                 | 24 mars 1950      |
| Win, Place and Showboat         | 28 avril 1950     |
| Jingle Jangle Jungle            | 19 mai 1950       |
| Heap Hep Injuns                 | 30 juin 1950      |
| Gobs of Fun                     | 28 juillet 1950   |
| Helter Swelter                  | 25 août 1950      |
| Boos in the Nite                | 22 septembre 1950 |
| Fiesta Time                     | 20 octobre 1950   |
| Fresh Yeggs                     | 17 novembre 1950  |
| Tweet Music                     | 9 février 1951    |
| Drippy Mississippi              | 13 avril 1951     |
| Miners Forty Niners             | 18 mai 1951       |
| Sing Again of Michigan          | 29 juin 1951      |